# 地サイダー

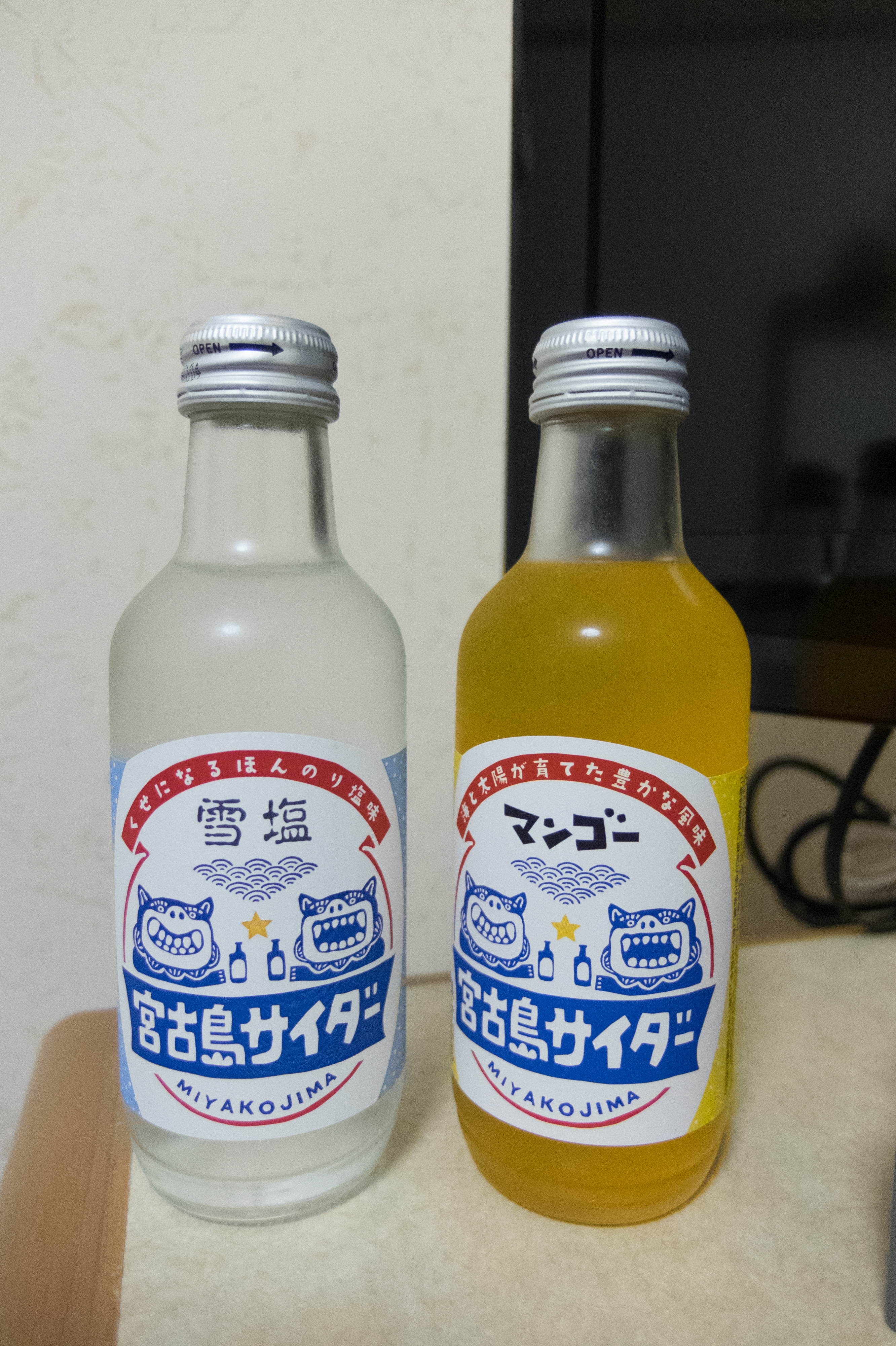
地サイダーの一例（宮古島サイダー）

地サイダー（じサイダー）は、日本各地で主に中小・零細企業が独自に製造・販売しているサイダー類を称する。地酒や地ビールに呼応した名称。全国規模で流通している製品との違いを明確にするため、ご当地や地域、地元といった意味を含んで「地サイダー」と呼んでいる。「ご当地サイダー」とも言う。

## 種類
地サイダーには、現在の所、大きく2つのタイプに分けられる。
物流の都合などで昔から地域限定で販売されているタイプ
特徴としては、
- 基本的に地元でしか販売していない（生産数量が少ないことや瓶回収のため）。
- 地元の業者が生産している。
- 地元の水や特産物などを使用している。
- 1933年から1972年まで出荷されていた三ツ矢サイダーの古瓶を活用していることが多い。

などがあげられる。
このタイプは、後継者問題やリサイクルビンの確保が難しいなどということから、製造を中止する例も少なくない（なお、前述の三ツ矢サイダーはアサヒ飲料が全国規模で流通・販売している製品であり、当該商品が地サイダーというわけではない）。
希少性や懐古趣味的なブーム、町おこしを目的に地域限定で販売されているタイプ
特徴としては、
- 基本的に地元でしか販売していない（希少性や町おこしのため）が、各種サイトの開設やインターネット販売で「地域限定」として販売されている。
- 地元の業者が生産しているパターンもあるが、その地域外の業者がOEMや生産委託したものを販売しているパターンが多い。
- 地元の名水や特産物などを使用している。
- 製造が途絶えた商品の復刻。
- ペットボトルやラムネ風のビンを使用していることが多い。

などがあげられる。
このタイプが、最近「地サイダー」と称して販売されている場合が多い。
なお、総務省が行った平成21～23年平均の家計調査によると、一世帯当たり炭酸飲料の支出は
第1位：青森市(6,021円)

第2位：札幌市(4,614円)

第3位：山形市

第4位：盛岡市

第5位：前橋市

となっており、上位県において地サイダー文化が色濃く反映されている。

## 主な地サイダーの一覧

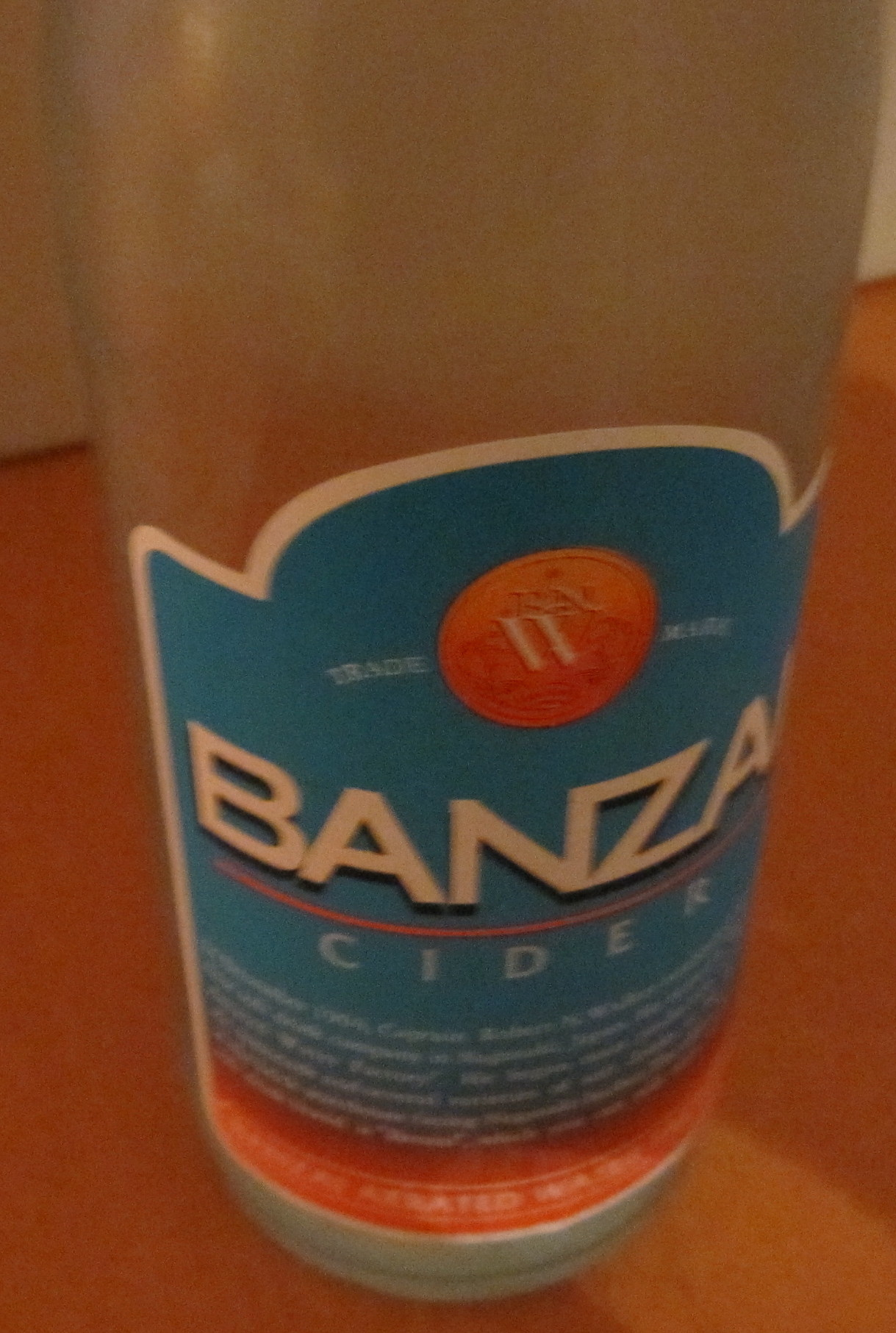
BANZAIサイダー

### 北海道
株式会社小原
- 銀星シトロン
- ハスカップサイダー
- 日本最北端の塩サイダー

（株）丸善市町（苫小牧市）
- セピアのしげき

羊と雲の丘観光
- 天サイダー

### 青森県
（有）朝日サイダー佐野本店（弘前市）
- 朝日サイダー

日本果実加工（弘前市）
- NKAサイダー
- 津軽さくらサイダー

小関商事（つがる市）
- 小関サイダー

八戸製氷冷蔵(株)（八戸市）
- 三島シトロン
- 三島バナナサイダー

（有）中西商店（五所川原市金木）
- キングサイダー

十和田フーズ（十和田市）
- さとうくんサイダー

### 秋田県

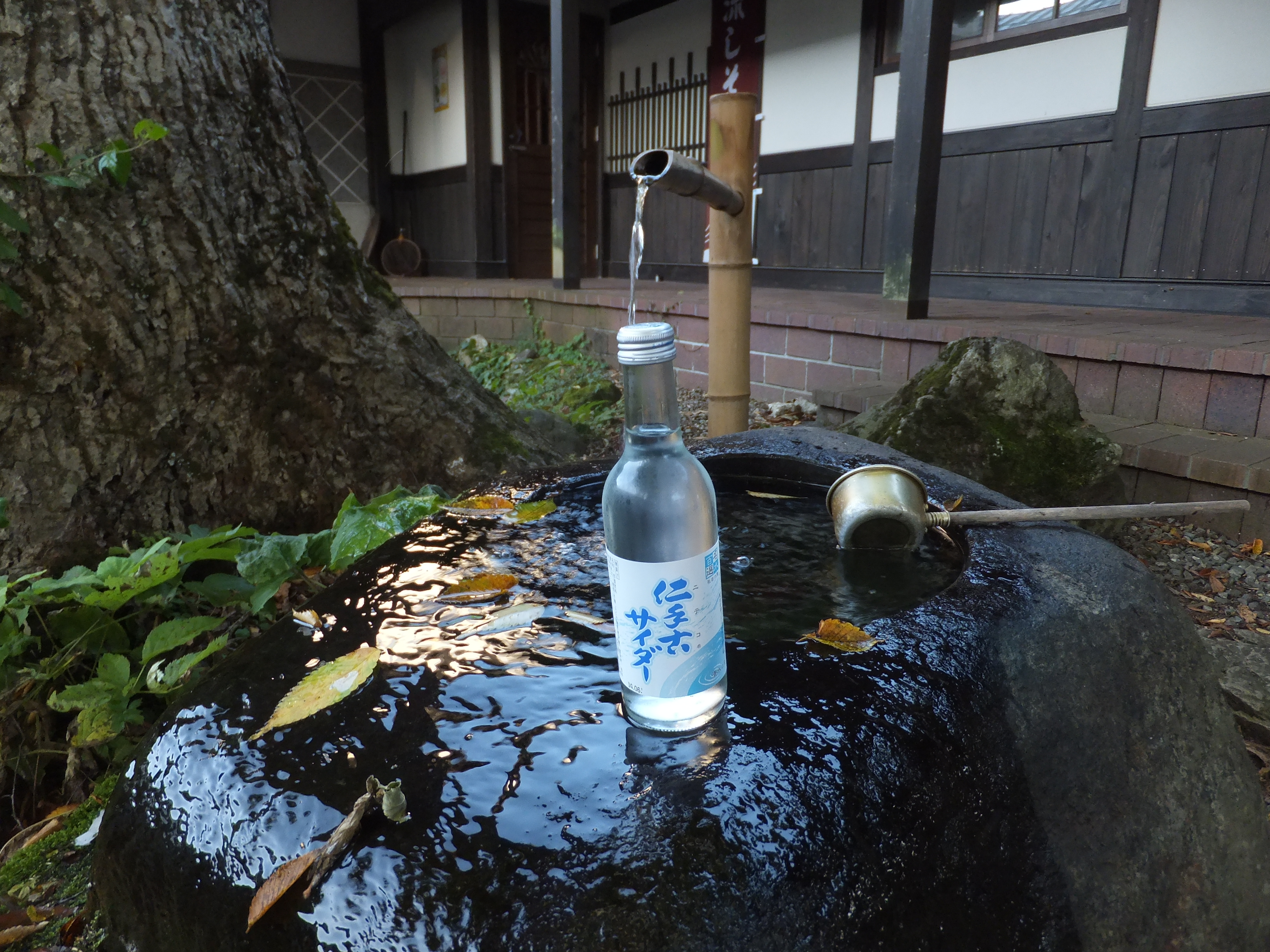
仁手古（ニテコ）サイダーと湧水（秋田県美郷町六郷）

六郷まちづくり（株）（美郷町）
- 仁手古サイダー

1902年からニテコシトロンの名であり、ニテコ清水という湧水を用いる。2003年に名前を変えた。
- 仁手古りんごサイダー
- ミズモサイダー

美里町のゆるキャラ「ミズモ」をラベルの意匠に採用した期間限定商品。ただし中身は仁手古サイダーと同一。

### 岩手県
（株）佐幸本店（久慈市）
- 光泉サイダー

小笠原商事（宮古市）
- 昭和サイダー

岩泉乳業（岩泉町）
- 龍泉洞地サイダー

### 山形県
（有）お茶の山一（鶴岡市）
- きたまえ塩サイダー（地元浜塩を使用）

丸大堀内（株）（村山市）
- kyoeiパインサイダー

### 宮城県
金華山酒造（石巻市）
- 金華サイダー

明治から1955年頃まであった金華山サイダーを2005年に復刻させる
トレボン食品（株）（仙台市）
- 伊達サイダー
- ずんだサイダー

### 福島県
（株）鈴長椎野（会津若松市）
- 会津ブランド物語　元祖磐梯サイダー

1934年から1981年まであった磐梯サイダーを2003年に復刻させる。
（株）オノギ食品
- 会津磐梯NMSWサイダー

### 茨城県
三国物産（株）（古河市）
- 黄門サイダー

常陸大宮市温泉事業（株）（常陸大宮市）
- さわやかゆずサイダー
- さわやかりんごサイダー

### 栃木県
- ゆずサイダー（株式会社　山星島崎）

### 群馬県
- 湯あがり堂サイダー　みなかみ（有限会社タキザワ/友桝飲料）

### 埼玉県
- 蔵の街さいだぁ（山本商店）
- 大宮盆栽だー!!（株式会社ハーベスKS）
- 川口アヴェントゥーラサイダー（株式会社アライ）
- 彩玉梨サイダー（梨組）

### 東京都
- トーキョーサイダー（墨田区 丸源飲料工業株式会社）
- 天狗サイダー（八王子市） - 道の駅八王子滝山で販売。

### 千葉県
- 「北総サイダー」（信水舎）

### 神奈川県
坪井食品株式会社
- オリツルサイダー

川崎飲料
- 湘南サイダープレミアムクリア
- 横浜サイダープレミアムクリア
- 葉山夏みかんサイダー（製造：川崎飲料、企画販売：葉山町 葉山ロイヤルワイン委員会）

鎌倉ビール醸造株式会社
- 鎌倉サイダー
- 江の島サイダー

### 新潟県
鯨泉製作委員会
- 鯨泉（げいせん）

「日本海側海水浴場発祥の地」のサイダーとして2011年に発売される。
株式会社F-Branch
- 小太郎サイダー

### 富山県
トンボ飲料
- ラボンサイダー
- 富山ブラックサイダー
- 越中富山やくぜんサイダー

うなづき商店
- 名水サイダー黒部の泡水
- 名水百選プレミアム　完熟林檎のサイダー

### 石川県
株式会社Ante
- 金沢湯涌サイダー 柚子乙女
- 奥能登地サイダー しおサイダー
- 能登の里山サイダー　青のしづく
- 金沢砂丘サイダー　すいか姫

### 福井県
北陸ローヤルボトリング協業組合
- ローヤルさわやか

中小メーカーの統一商標「さわやか」を今でも使う。

### 山梨県
中央物産（株）
- 山脈塩屋　塩サイダー

### 長野県
（株）道の駅おたり
- つがいけ雪どけサイダー

### 静岡県
木村飲料
- 必勝合格だるまサイダー
- 富士山サイダー
- 静岡サイダー

澤井飲料（浜松市・廃業）
- こまどりサイダー

### 愛知県
オリオンサイダー（株）
- オリオンサイダー

沖縄でオリオンビールが発売した同名商品とは異なる
178食品（株）
- 西尾茶イダー（にしおさいだー）

### 岐阜県
伊奈波商會
- 長良川サイダー

（財）郡上八幡産業振興公社
- 郡上八幡天然水サイダー

### 三重県
- 復刻エスサイダー（伊勢角屋麦酒）
- 横丁サイダー（株式会社 伊勢福）
- 伊勢志摩サイダー ゆず味（河武醸造株式会社）
- 真珠塩サイダー（有限会社 ゑびや）
- 鳥羽サイダー（伊勢鳥羽志摩特産横丁）
- 忍ジャーエール（大田酒造）

### 大阪府
- 桜川サイダー（能勢酒造株式会社）

### 和歌山県
- 「熊野サイダー」（有限会社熊野鼓動）
- ゆあさいだぁ（株式会社小原久吉商店）

### 兵庫県
- 明石サイダー（明石酒類醸造株式会社）
- ありまサイダーてっぽう水（合資会社有馬八助商店）
- 神戸ステーキサイダー（株式会社有馬炭酸力）
- 須磨水ぷくぷくサイダー（株式会社 I LOVE 須磨）
- ダイヤモンドレモン（株式会社布引礦泉所）
- 六甲サイダー（株式会社神戸六甲牧場）

### 広島県
- マルゴサイダー
- スパークリング葡萄セラッシュ（世羅町グーラテースガーデン）

### 山口県
- 長州地サイダー（日本果実工業株式会社）
- 柳井しらかべサイダー

### 香川県
（有）谷元商会/友桝飲料
- オリーブサイダー
- 醤油サイダー

### 愛媛県
水口酒造
- 道後サイダー
- 道後サイダー ゆず

### 福岡県

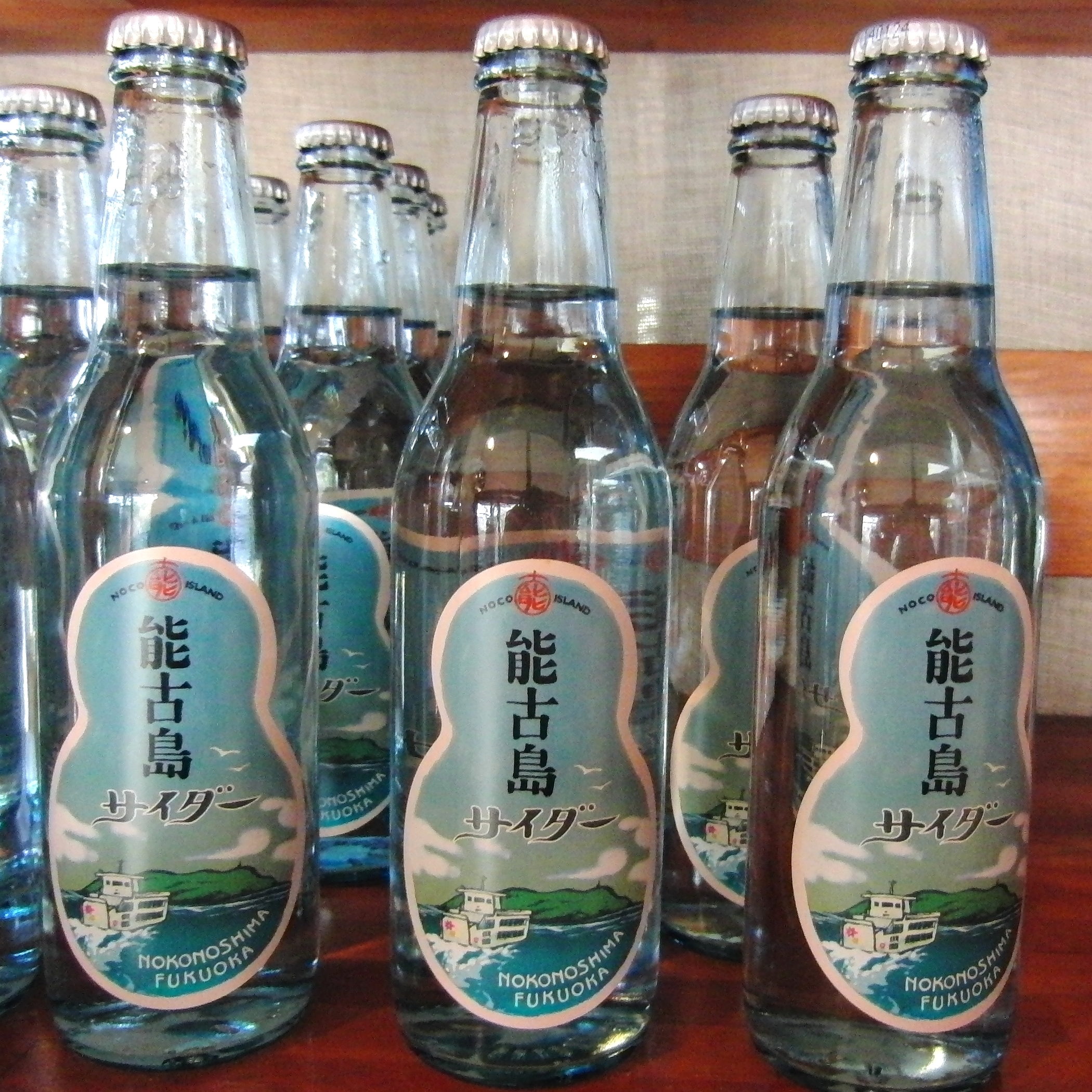
能古島サイダー

カフェノコニコ/友桝飲料
- 能古島サイダー
- ノコリータ

### 佐賀県
友桝飲料
当会社は他地域の地サイダーの生産委託を請け負っている会社でもある。
- スワンサイダー
- 謹製サイダァ
- 湯あがり堂

「湯あがり堂」の後に温泉名をつけることによって（湯あがり堂サイダーみなかみ）簡単に独自製品にすることができる。
七田酒類販売/友桝飲料
- 103ソーダ（てんざんそーだ）

小松飲料
- キンセンサイダー

### 長崎県
(株)NKI（旧長崎県酒販）/友桝飲料
- BANZAIサイダー

1904年から大正期まで大量生産されたBANZAIを2006年に復刻させる。
雲仙旅館ホテル協同組合/友桝飲料
- 温泉（うんぜん）レモネード

### 大分県
- かぼすスカッシュ

### 熊本県
株式会社弘乳舎
- 三菱サイダー - 2017年に廃番。これに伴い、同社は飲料事業から撤退している。

### 宮崎県
- はちみつ日向夏ドリンク

### 鹿児島県
湯砂菜企画/友桝飲料
- 指宿温泉サイダー

### 沖縄県
- 「UCCHIN SODA（ウッチンソーダ）」

（株）伊江島物産センター/友桝飲料
- IESODA

ほか多数

## 外部サイト
- 全清飲|のみもの情報館
- 全国ご当地サイダー特集|Actiz